# Popravka, Bila Țerkva
Popravka (în ucraineană Поправка) este localitatea de reședință a comunei Popravka din raionul Bila Țerkva, regiunea Kiev, Ucraina.

## Demografie
Componența lingvistică a localității Popravka
     Ucraineană (99,81%)
     Alte limbi (0,19%)
Conform recensământului din 2001, majoritatea populației localității Popravka era vorbitoare de ucraineană (99,81%), existând în minoritate și vorbitori de alte limbi.